# Chanute Peak
Chanute Peak är en bergstopp i Antarktis. Den ligger i Västantarktis. Argentina, Chile och Storbritannien gör anspråk på området. Toppen på Chanute Peak är 1 011 meter över havet, eller 332 meter över den omgivande terrängen. Bredden vid basen är 3,0 km.
Terrängen runt Chanute Peak är kuperad åt nordväst, men åt sydost är den bergig. Havet är nära Chanute Peak åt nordväst. Trakten är obefolkad. Det finns inga samhällen i närheten. 